# Lennart Grill
Lennart Grill (sinh ngày 25 tháng 1 năm 1999) là một cầu thủ bóng đá chuyên nghiệp người Đức thi đấu ở vị trí thủ môn cho câu lạc bộ Union Berlin tại Bundesliga theo dạng cho mượn từ Bayer Leverkusen.